# Kristallen den fina
För musikalbumet med samma namn, se: Kristallen den fina (album)
Kristallen den fina är en folkvisa från Skattungbyn i Dalarna.
Visan upptecknades av Richard Dybeck, och publicerades i tidskriften Runa 1843.
Sången är ett exempel på folklig fromhet och innehåller symboler för Jungfru Maria. 

## Körarrangemang
- Otto Fredrik Tullberg för manskör (c:a 1840), sjungs ofta som serenad
- Berg, Tiger, Larsson, Lundh och Pettersson för skolkör, (1887)
- Berg, Tiger och Åkerberg för 4-stämmig blandad kör (3:e upplagan 1910)
- Otto Fredrik Tullberg för 4-stämmig blandad kör (ca 1900-1920?)
- Roland Forsberg för blandad kör (1959)
- Carl Paulsson för blandad kör (1944)
- Sven Blohm för damkör
- Carl-Elow Nordström för 3-stämmig blandad kör (1954)
- Camilla Liedbergius för blandad kör (1944)
- Erland von Koch för blandad kör och damkör (1972)
- Gunnar Eriksson för blandad kör (1996)
- Nils Lindberg för blandad kör (1998)
- David Wikander för blandad kör
- Falconer som bonuslåt i albumet Northwind (2006)

## Pianoarrangemang
- Jacob Niclas Ahlström (1878, senare utgåva)

### Fotnoter
1. ↑  Källström, O.: "Ädela ros och förgyllande skrin" i Ord och Bild 1938